# TV야 뭐하니?
TV야 뭐하니?는 2006년에 대교어린이TV에서 방송한 프로그램이다.

## 진행자
이선우, 임준수

## 내용
알루 따라잡기
TV 소식통